# Robert B. Atwood Building
Robert B. Atwood Building je poslovna zgrada u centru Anchoragea, glavnog grada Aljaske. Zgrada se koristi za urede Vlade savezne države Aljaske. Neboder ima 20 katova te je s 81 m visine druga najveća u toj federalnoj državi (prvi je Conoco-Phillips Building).
Zgrada ima devet dizala te mogućnost telekonferencije u dvoranama za konferenciju. Savezna država Aljaska je 2008. dovršila izgradnju nove parkirne garaže koja se nalazi preko puta ulice u kojoj je Robert B. Atwood Building. Garaža je nazvana Linny Pacillo po lokalnom parkirnom aktivistu Carolynu "Linny" Pacillu. On je tijekom 1990-ih zajedno sa sestrom prosvjedovao u gradu protiv strogih zakona o parkingu. Linny Pacillo je umro 2006. godine.

## Sezmička istraživanja
2003. godine Američki geološki institut je instalirao mrežu akcelerometara po cijeloj zgradi kako bi se pomoću njih pratili učinci potresa na visokim zgradama. Zgrada je tada odabrana zbog svojih jedinstvenih svojstava a to je da se nalazi na povijesnom sezmološkom području. Istraživanjem se nastojalo prikupiti informacije kako slične velike objekte pripremiti za buduće jake potrese.

## Povijest
Za arhitekturu zgrade bila je zadužena tvrtka Harold Wirum & Associates a neboder je službeno otvoren za rad 17. ožujka 1983. Tada je bilo zauzeto samo 15% uredskog prostora. U rujnu 1988. vlasništvo nad zgradom je prebačeno na tvrtku Equitable Life Assurance. S druge strane, tvrtka je svoj interes i vlasništvo nad objektom prodala državi Aljaski 1997. godine za 27 milijuna USD.

## Ime zgrade
Zgrada je najprije nosila ime Nelson Bunker Hunt po svojem izvornom graditelju i vlasniku, tvrtci Hunt Building. Ime joj je u rujnu 1985. promijenjeno u Enserch Center a kasnije ponovo preimenovano u Bank of America Center. Nedavno je zgradi ime promijenjeno u čast Roberta B. Atwooda, urednika i izdavača lokalnih novina Anchorage Times.